# Бернхайм, Ален
Ален Бернхайм (23 мая 1931, XVII округ Парижа, Франция — 26 декабря 2022, Монтрё, Во, Швейцария) — французский пианист, масон, историк масонства, 33° ДПШУ.

## Биография

### Музыкальная карьера
В возрасте 12 лет Ален Бернхайм был арестован Гестапо и интернирован в Концентрационный лагерь Дранси. В 15 лет он представлял лицей Жансон-де-Сайи на конкурсе средних школ по общей философии. Учился в парижской консерватории. Он был одним из первых студентов, кто по Программе Фулбрайта смог продолжить обучение в Консерватории Новой Англии в Бостоне. Он занял второе место на конкурсе в котором принимал участие Владимир Ашкенази, на Международном конкурсе в Бухаресте в 1953 году. Он вёл активную концертную деятельность по всему миру и дал около 2000 концертов до 1980 года. По состоянию здоровья он завершил свою музыкальную карьеру.

### В масонстве
Ален Бернхайм в масонстве с 1963 года, посвящён был в ложе Великого востока Франции. После завершения карьеры пианиста он посвятил себя масонской истории. В 1986 и 1993 годах он получил премию имени «Нормана Спенсера» в исследовательской ложе «Quatuor Coronati» № 2076, которая является первой и старейшей исследовательской масонской ложей. В 1997 году он получил сертификат по литературе Общества Филалетов, а в 2001 году премию от исследовательского общества шотландского устава имени «Альберта Галлатина Макея», и был принят в это исследовательское общество. В 2007 году он стал членом «Общества синих братьев» и в 2010 году активным членом ложи «Quatuor Coronati» № 2076 (Лондон), где он был первым стражем, и откуда он ушёл в отставку 18 июня 2014 года. В мае 2011 года Верховный совет Франции присудил ему премию «Каруби» за его книгу о 33° ДПШУ. Также в 2011 году он получил литературную премию в категории масонство от объединения «Французское масонство».
Верховный совет южной юрисдикции США возвёл его в 33° Древнего и принятого шотландского устава. Он является рыцарем капитула Великого приората Бельгии (CBCS с именем Equi), членом Ордена «Quæstione studiosa» и членом Королевского ордена Шотландии. Верховный совет Франции в 2014 году присвоил ему звание почетного члена.
В последние годы он являлся членом ложи «Masonry Universal» № 40 Великой швейцарской ложи Альпина. Он был досточтимым мастером исследовательской ложи «Ars Macionica» № 30 Великой регулярной ложи Бельгии (2006—2008) и активным членом научно-исследовательской ложи «Quatuor Coronati» № 2076 Объединённой великой ложи Англии (2010—2014 годы).
Умер 27 декабря 2022 года.

## Публикации
- «Les débuts de la franc-maçonnerie à Genève et en Suisse» Avec un essai de répertoire et de généalogie des loges de Genève (1736—1994), Slatkine, Genève, 1994, 674 pp.. ISBN 978-2-05-101316-1
- «Heredom : The Transactions of the Scottish Rite Research Society», avec S. Brent Morris, W. Kirk MacNulty et William D Moore, 1996.
- Collectif, (collaboration) «Encyclopédie de la Franc-maçonnerie», Librairie générale française, collection " pochotèque ", Paris, 2000, 982 pp. ISBN 978-2-253-13252-3
- Collectif, (collaboration) «Freemasonry in Context», Lexington Books, 2003, 348 pp. ISBN 978-0-7391-0781-2
- «Réalité Maçonnique», in: Masonica, revue du Groupe de Recherche Великая ложа Швейцарии Альпина, Lausanne, 2007.
- «Une certaine idée de la franc-maçonnerie», préface d’Arturo de Hoyos, Éditions Dervy, Paris, 2008 ISBN 978-2-84454-564-0
- «Les lectures incertaines de Charles Porset», in: Humanisme, Paris, octobre 2009, n°286, p. 104—109.
- «Le rite en 33 grades — De Frederick Dalcho à Charles Riandey», Éditions Dervy, Paris, 2011, 694 pp. ISBN 978-2-84454-655-5
- «Ramsay et ses deux discours», Éditions Télétes, Paris, 2012, 96 pp. ISBN 2906031747
- «Les deux plus anciens manuscrits des grades symboliques de la franc-maçonnerie de langue française», Éditions Dervy, Paris, 2013.
- «Régularité maçonnique», Éditions Télètes, Paris, 2015, 112 pp. ISBN 978-2-90-6031-975[10].
- Freemasonry’s Royal Secret — The «Francken Manuscript» of the High Degrees. Introduction by Alain Bernheim, 33°, and Arturo de Hoyos, 33°, G.C. — The Scottish Rite Research Society (Washington, D.C.). (ISBN 978-0-9837738-6-3).
- Préface pour De l’Écosse à l’Écossisme, de Louis Trébuchet. Éditions Ubik. 2015. (ISBN 978-2919656-23-3).
- Masoniuc Regularity. Westphalia Press (Washington, D.C.). (ISBN 9781-63391-408-7).
- Une histoire secrète du Rite Écossais Rectifié, Éditions Slatkine, 2017. (ISBN 978-2-05-102801-1)

Он также является автором около 150 публикаций на французском, английском и немецком языках в специализированной прессе посвященной масонству.